# Franca Squarciapino

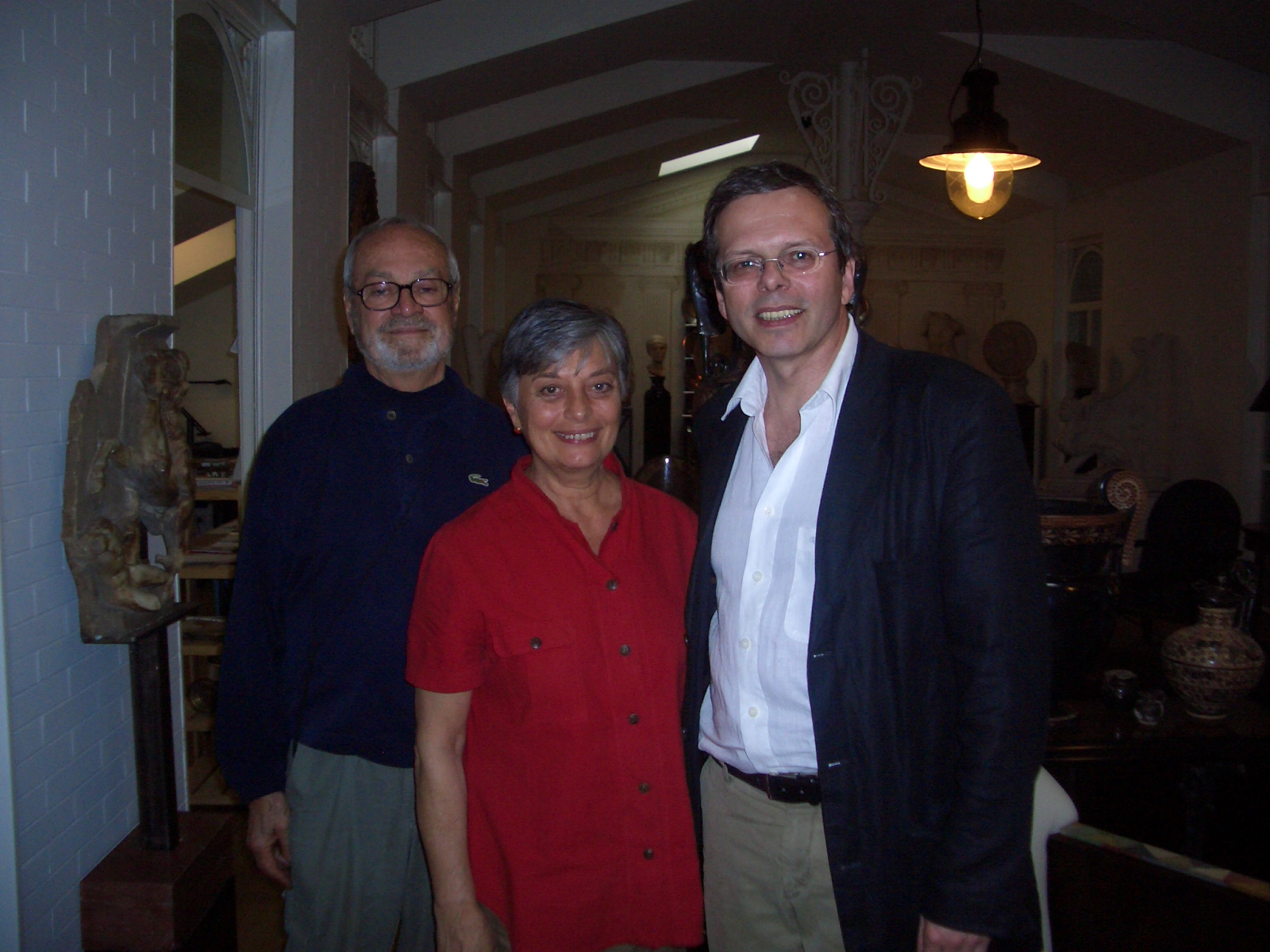
Franca Squarciapino mit Ezio Frigerio (links) und Nikita Tikhonov, 2007

Franca Squarciapino (* 1940 in Rom) ist eine italienische Kostümbildnerin. 1991 gewann sie unter anderen einen Oscar für das beste Kostümdesign.

## Ausbildung
Squarciapino studierte Rechtswissenschaft (nach anderen Quellen: Literaturwissenschaft) sowie Tanz und Schauspiel in Rom. Als Schauspielerin war sie beim italienischen Fernsehen tätig. In den 1970er Jahren lernte sie dort den Bühnenbildner Ezio Frigerio kennen. Sie arbeitete zunächst als seine Kostümassistentin und bildete später mit Frigerio sowohl beruflich – als Kostümbildnerin – wie auch privat – als seine Lebensgefährtin – ein gemeinsames Team.
2018 präsentierte das Museo Thyssen-Bornemisza in Madrid die Arbeit des Paares in der Ausstellung Ezio Frigerio y Franca Squarciapino. Una vida juntos sobre el escenario.
Squarciapino lebt in Paris.

## Theater
Für zahlreiche Inszenierungen von Giorgio Strehler, besonders am Piccolo Teatro in Mailand, die von Frigerio ausgestattet wurden, war sie als Kostümbildnerin tätig.
Squarciapino debütierte 1974 am Wiener Akademietheater mit den Kostümen für Gerhard Klingenbergs Inszenierung von Arthur Schnitzlers Anatol (Bühnenbild: Rouben Ter Arutunian). Im gleichen Jahr war sie am Burgtheater an Strehlers Inszenierung von Carlo Goldonis Trilogie der Sommerfrische (Bühnenbild: Frigerio) beteiligt, die 1978 auch in einer französischen Fassung für Paris erarbeitet wurde.

## Oper, Ballett, Musical
Eine ausgedehnte Tätigkeit ergab sich für Squarciapino im Bereich der Oper. 1977 arbeitete sie erstmals an der Wiener Staatsoper für die Neuinszenierung von Vincenzo Bellinis Norma (Regie Piero Faggioni, Bühnenbild Frigerio, Dirigent Riccardo Muti). 1980 folgte die Mailänder Scala bei Strehlers Inszenierung von Wolfgang Amadeus Mozarts Le nozze di Figaro (Bühnenbild Frigerio, Dirigent Muti). Viele weitere Arbeiten an der Scala folgten. Im Bereich der Oper war Squarciapino auch an der Pariser Oper, der Frankfurter Oper, dem Theatre La Monnaie in Brüssel, dem Royal Opera House Covent Garden in London, der Metropolitan Opera in New York, dem Opernhaus Zürich, der Oper in Lyon oder dem Théâtre du Capitole Toulouse tätig.
Neben den genannten Regisseuren arbeitete Squarciapino auch für Luca Ronconi, Núria Espert, Robert Wilson, Liliana Cavani, Lluis Pasqual oder Nicolas Joel.
Im Bereich des Balletts war Squarciapino wiederholt für die Choreografen Roland Petit, Rudolf Nurejew, Marcia Haydée, Juri Grigorowitsch oder Heinz Spoerli tätig.

## Film
In den späten 1980er Jahren begann Squarciapino auch für den Film zu arbeiten und wurde in der Folge mehrfach preisgekrönt. 1990 entwarf sie die Kostüme für Cyrano von Bergerac (Regie Jean-Paul Rappeneau). Außerdem wurde sie für diese Arbeit mit einem César, einem BAFTA-Award, dem Preis des italienischen Filmjournalistenverbands sowie dem Europäischen Filmpreis belohnt.

## Auszeichnungen (Auswahl)
- 1981: Nominierung für den Tony für das Musical Can-Can[5]
- 1991: Oscar für bestes Kostümdesign für Cyrano von Bergerac[5]
- 1991: César für Cyrano von Bergerac[6]
- 1992: BAFTA für Cyrano von Bergerac[7]
- 1994: Nominierung für den César für Die Kindheit des Sonnenkönigs
- 1995: Nominierung für den César für Die Auferstehung des Colonel Chabert
- 1996: Nominierung für den César für Der Husar auf dem Dach[8]
- 1998: Goya für La camarera del Titanic
- 2000: Nominierung für den Goya für Volavérunt